# جمال بن صديق
جمال بن الصديق (من مواليد 3 أكتوبر 1990 في أنتويرب) هو ملاكم مغربي، متخصص برياضة الكيك بوكسينغ، من فئة الوزن الثقيل.

## النشأة
ولد في أنتويرب في بلجيكا من والدين مغربيين من مدينة الحسيمة في المغرب ثم نشأ في حي بورغيرهوت.

## نتائج المباريات
| السجل المهني |                 |
| 44 مباراة    | بالضربة القاضية |
| 36 فوز       | 29              |
| 8 خسارة      | 4               |